# 愛州
愛州（あいしゅう）は、中国王朝がかつてベトナムに置いた州。現在のタインホア省タインホア市一帯に設置された。

## 概要
523年（普通4年）、南朝梁により交州を分割して愛州が立てられた。州治は移風県に置かれた。
隋の大業初年、愛州は九真・移風・胥浦・隆安・軍安・安順・日南の7県を管轄した。607年（大業3年）に州が廃止されて郡が置かれると、愛州は九真郡と改称された。
622年（武徳5年）、唐により九真郡は愛州と改められた。742年（天宝元年）、愛州は九真郡と改称された。758年（乾元元年）、九真郡は愛州と改称された。愛州は九真・安順・崇平・軍寧・日南・無編の6県を管轄した。
930年、南漢が静海軍節度使の曲承美を捕らえて交趾を制圧した。931年、愛州の楊廷芸が南漢に叛き、交趾を制圧した。これによって中国王朝の北ベトナム支配（北属）はひとたび終わった。
モンゴル軍が北ベトナムに侵入すると、愛州の地に清化府路が置かれた。
1407年（永楽5年）、明の永楽帝がベトナムに侵攻し、愛州の地に清化府が置かれた。1427年（宣徳2年）、明軍が撤退し、黎朝の統治下に入った。